# 인천여객
인천여객(仁川旅客)은 인천광역시의 옛 시내버스 회사이다.

## 주요 연혁
- 2000년 4월 25일: 서해운수와 대연수교통의 출자로 인천여객 회사 설립
- 2000년: 인천시내버스 2차 적자노선인 4, 63번 노선을 배정, 낙찰받았다.
- 2000년 7월 10일: 4, 63번 시내버스의 중형버스 투입 첫 운행과 동시에 본사를 인천광역시 남구 학익동 401-15로 이전.
- 2002년 7월 14일: 본사를 인천광역시 중구 신흥동3가 60-4로 이전.
- 2003년 9월: 2002년 4월 문학터널 개통과 문학터널을 통과하는 시내버스 신설민원에 따라 65번 시내버스("동춘동 - 동막역 - 유수지 - 소망화장품 - 동춘역 - 대동월드 - 적십자병원 - 가천길대 - 동남스포피아 - 청학공고 - 문학터널 - 신동아5차 - 신기시장 - 구.시민회관 → 주안역 → 석바위 → 구.시민회관 → 주안역 이후 역순")를 낙찰 받아 신설 개통하여 운행했다.
- 2004년: 65번 시내버스를 도영운수에 매각하였다.
- 2014년: 영종하늘도시 입주와 공항신도시의 인천내륙의 대중교통 편의를 위해 320번 시내버스를 신설 개통하였다.
- 2015년 10월 12일: 인천 시내버스 면허 취소.[3]
- 2015년 12월 17일: 본 회사 소속 기존 노선들은 삼환교통이 인수받아 운행개시하였다. 동시에 차고지는 삼환교통 연수지점이 되었다.

## 이전 운행 노선

### 간선버스
- ● 4번: 연수구 동춘동 - 연수구청 - 용담공원 - 문남마을 - 가천의대 - 인천여고 - 선학아파트 - 남동공단 - 논현주공1단지 - 도림고교 - 신세계백화점(인천터미널) - 문학경기장 - 문학고개 - 법원검찰청 - 학익시장 - 용일사거리 - 인천기계공고 - 제물포역 - 숭의로터리 - 동인천역 - 송현시장 - 동국제강 - 가좌동 차고지
- ● 63번: 연수구 동춘동 - 연수구청 - 신연수(풍림아파트) - 선학사거리 - 선학역 - 문학경기장 - 관교여중 - 인고앞 - 석바위 - 주안역 - 청운대학교 - 송림동 - 동산고교 - 제물포역 - 도화오거리 - 이하 역순

### 공항좌석버스
- ● 320번: 연수구 동춘동 - 동춘역 - 동막역 - 해양경찰청 - 인천대교 - 운서역 - 영종하늘도시(현재는 대인교통, 원진운수에서 운행)